# Стольберг Марк Мойсейович
Марк Мойсе́йович Сто́льберг (рос. Марк Моисеевич Стольберг; 1922, Ростов-на-Дону — зник безвісти 16 травня 1942) — радянський шахіст. Майстер спорту СРСР (1939). Один із найперспективніших шахістів Радянського Союзу в міжвоєнний період.

## Життєпис
Першим успіхом на всесоюзній арені була перемога у II Всесоюзному турнірі школярів у Ленінграді. Команда Азово-Чорноморського краю, яку очолював 14-річний чемпіон Ростова-на-Дону серед юнаків Марк Стольберг, сенсаційно здобула перше місце, випередивши таких фаворитів, як Москва і Ленінград.
У чемпіонаті СРСР 1938 серед піонерів і школярів до 16 років шахіст посів 5-е місце. Того ж року Стольберг переміг у кваліфікаційному турнірі й отримав першу категорію, а також виграв чемпіонат Ростова серед дорослих. В серпні 1938 року талановитий шахіст на Всесоюзному турнірі першої категорії поділив з Василем Смисловим і Анатолієм Уфімцевим 1-3-є місця, за що отримав звання кандидата в майстри спорту.
У 1939 році на всесоюзному турнірі кандидатів у майстри 17-річний школяр Стольберг, який був наймолодшим учасником змагань, посів у своїй групі 2-е місце з результатом 8,5 очок з 13, виконавши норму для отримання зання майстра. Він став наймолодшим майстром спорту СРСР з шахів.
У піфіналі чемпіонату СРСР 1940 року в Києві шахіст поділив 1-2-е місця з Едвардом Ґерстенфельдом, набравши 10,5 очок з 16. У фіналі чемпіонту СРСР, який пройшов у вересні в Москві, Стольберг упевнено стартував — здобув 4 перемоги поспіль і після п'яти турів очолював турнірну таблицю разом з Бондаревським і Макогоновим. Зрештою, поступившись Михайлові Ботвиннику, юний шахіст програв ще 3 партії поспіль і опустився в нижню половину турнірної таблиці. Остаточний результат — 8 очок із 19 і 13-16-е місця, яке він поділив із відомими майстрами: Константинопольським, Мікенсом і Пановим.
Наприкінці 1940 року його призвано до війська й дозволено служити в окулярах. Марк був високим худорлявим юнаком і носив великі круглі рогові окуляри.
У лютому 1941 року Стольберг взяв участь у показовому матч-турнірі ростовських шахістів і посів низьке, як для його можливостей, 4-е місце.
Останнім турніром майстра був півфінал чемпіонату СРСР в Ростові-на-Дону, який розпочався в червні 1941 року.
Після початку війни військовослужбовець негайно відправився до місця проходження служби, в Новоросійськ. У складі зенітно-артилерійського полку був на пароплаві, брав участь в обороні Одеси. У 1942 році полк знову базувався в Новоросійську. Талановитий шахіст зник безвісти 16 травня 1942. Припускають, що Марк Стольберг загинув на Керченському півострові під час оборони Керчі, або десь біля Новоросійська.

## Стиль гри
У ранніх партіях Стольберга критикували за брак належної стратегічної підготовки, яку не зажди можна було компенсувати вдалою тактикою і винахідливими комбінаціями, які не вкладалися в загальний стратегічний план. Також гравець надто оптимістично оцінював свої можливості і позицію на шахівниці. Ігор Бондаревський: «Він має надто багато оптимізму, який часто шкодить йому. Якщо Стольберг вважає, що в партії він має рівні шанси, то в більшості випадків його позиція вже виглядає підозріло». Микола Зубарєв: «Юний Стольберг — першокласний тактик, спритно і винахідливо створює несподівані комбінації навіть у наймирніших позиціях».

## Про Стольберга
| «Наше молоде покоління мало свого Таля — Марка Стольберга» | (Давид Бронштейн)